# Udvar (Pečuška mikroregija, Mađarska)
Udvar. (mađ. Pécsudvard) je selo u južnoj Mađarskoj.
Zauzima površinu od 8,43 km četvorna.

## Zemljopisni položaj
Nalazi se na 46° 1' sjeverne zemljopisne širine i 18° 17' istočne zemljopisne dužine. Nalazi se 1,5 km jugoistočno od južne pečuške četvrti Postavölgya, a 3 km od samog Pečuha. Mišljen je 1 km sjeveroistočno, Semelj je 2,5 km istočno, Egrag je 2 km jugoistočno, Pogan je 2 km jugozapadno, a Sukit je 3,5 km južno.

## Upravna organizacija
Upravno pripada Pečuškoj mikroregiji u Baranjskoj županiji. Poštanski broj je 7762. 

## Promet
Kroz selo prolazi željeznička prometnica Pečuh – Mohač, a udvarska željeznička postaja se nalazi južno od sela.

## Stanovništvo
Udvar ima 644 stanovnika (2001.). U selu žive i Hrvati i Nijemci. U značajnom broju su se doselili nakon oslobođenja ovog kraja od turske vlasti.
Mjesni Hrvati su iz skupine Bošnjaka. U Udvaru djeluje jedinica Hrvatske manjinske samouprave u Mađarskoj.
Stanovnike Udvara naziva se Udvarcima i Udvarkušama, a pridjev je udvarski.

## Vanjske poveznice
- (engl.) Udvar na fallingrain.com